# Chủ nghĩa tiêu dùng

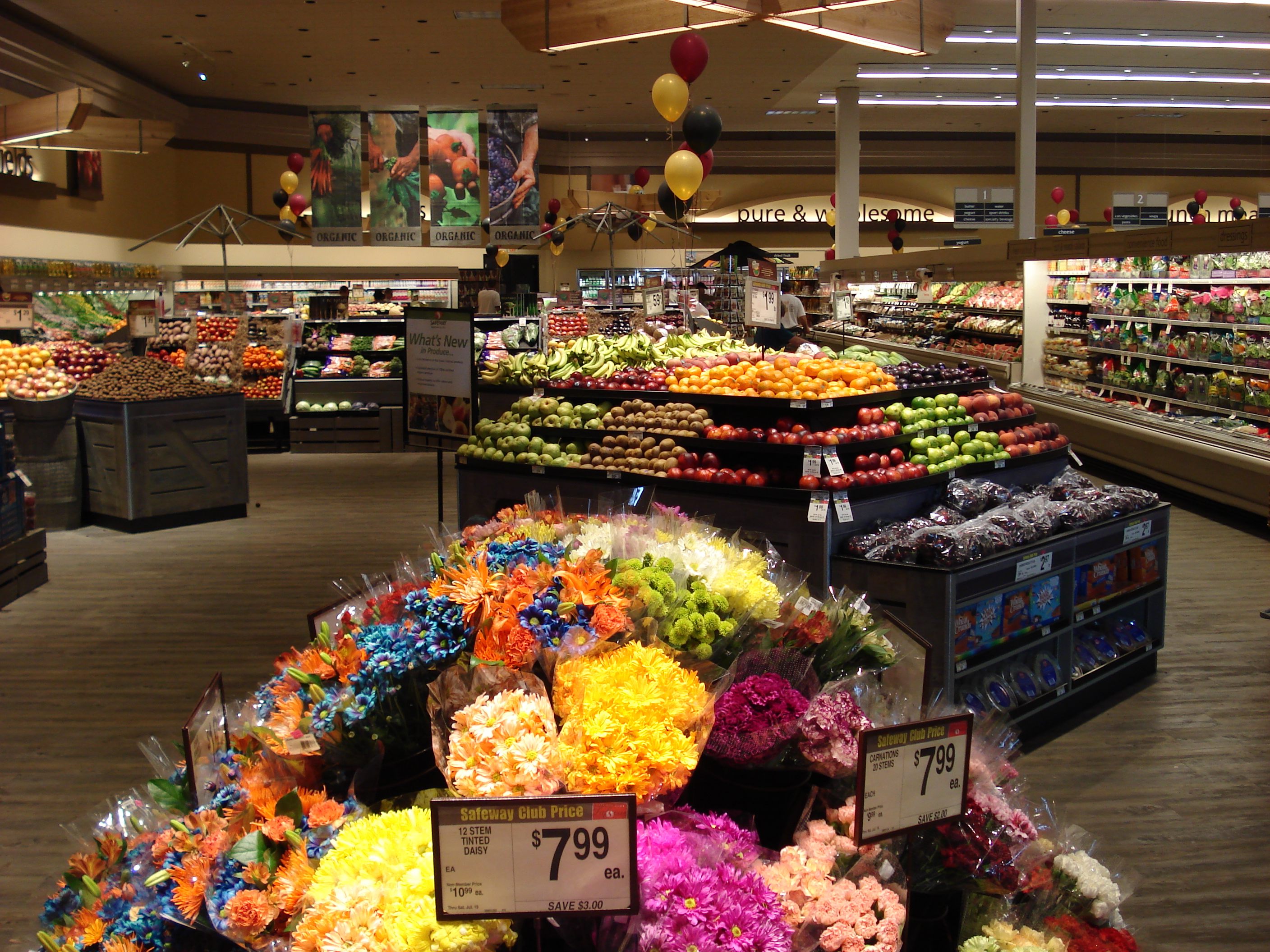
Hàng hóa và dịch vụ, những đặc trưng của xã hội tiêu dùng

Chủ nghĩa tiêu dùng hay chủ nghĩa tiêu thụ là một hình thái xã hội được nhìn nhận trên cơ sở hệ quy chiếu tất cả các mối quan hệ xã hội về hai phạm trù sản xuất và tiêu dùng trong đó hình thái xã hội này đề cao yếu tố tiêu dùng, các hoạt động tiêu thụ, mua sắm, vui chơi, giải trí. Theo lý thuyết về chủ nghĩa tiêu dùng của Thorstein Veblen thì đây là một trật tự xã hội và kinh tế trên cơ sở phát triển nhu cầu mua bán hàng hoá, dịch vụ với số lượng lớn để thỏa mãn ngày càng nhiều hơn nhu cầu tiêu thụ, thụ hưởng ngày càng cao của đời sống nhân dân và ngày càng phổ biến với quá trình toàn cầu hóa.

## Các vấn đề

### Giá trị
Một xã hội tiêu dùng sẽ thúc đẩy việc tự do sản xuất và lưu thông hàng hóa, tự do lưu hành dịch vụ và đề cao tính lựa chọn và tăng tính phục vụ, trong xã hội này đồng tiền sẽ chiếm ưu thế. Ngoài ra trong xã hội này thì người tiêu dùng sẽ được đề cao, việc bảo vệ người tiêu dùng hoặc các hoạt động của người tiêu dùng sẽ được chú trọng. Các nhà sản xuất, nhà quảng cáo sẽ phải điều chỉnh chính sách nhằm phục vụ tối đa và trung thực nhất lợi ích của người mua. Ở góc độ kinh tế, xã hội tiêu dùng đề cập đến chính sách kinh tế đặt trọng tâm vào tiêu thụ, các hàng hóa sẽ chú trọng vào các mặt hàng tiêu dùng, hàng dân dụng....

### Mặt trái
Mặt trái của nó là sẽ có nhiều người tự cảm thấy rất nghèo, vì không thể thoả mãn những nhu cầu do xã hội tiêu dùng tạo ra ngày càng nhiều. Ngoài ra xã hội tiêu dùng cũng góp phần tạo ra tâm lý hưởng thụ, hưởng lạc, chạy theo lợi ích vật chất, đồng tiền và đặc biệt là ăn nhậu, một hiểm họa của xã hội dân sự. Điều nguy hại của chủ nghĩa hưởng thụ là, đằng sau những phồn hoa đô thị không những nó tạo ra cảm giác thịnh vượng ảo cho một nền kinh tế mất cân đối giữa sản xuất và tiêu dùng.
Về mặt xã hội, nó tạo nên sự bất bình đẳng giữa các nhóm trong xã hội, nó còn dẫn đến tình trạng hoen gỉ tâm hồn của những cư dân đang biến mình thành tín đồ của chủ nghĩa đồ vật và cam phận làm nô lệ cho những lạc thú bản năng. Nhiều cư dân trong xã hội này đề cao sự tiêu xài mà ít chú trọng đến tiết kiệm và các kế hoạch chi tiêu tài chính dài hạn. Nhiều hiện thực đáng ngại là đường dẫn đến một hiện thực đó là nhiều người đang bị thống trị bởi chủ nghĩa hưởng thụ, mà ẩm thực chỉ là những chấm phá của một bức tranh toàn cảnh về một xã hội tiêu dùng. Liên Hợp quốc xếp "chủ nghĩa tiêu thụ" cùng với hiện tượng khí hậu Trái Đất ấm lên là hai hiểm họa lớn nhất đe dọa cuộc sống con người.